# Phytomyza kugleri
Phytomyza kugleri är en tvåvingeart som beskrevs av Spencer 1974. Phytomyza kugleri ingår i släktet Phytomyza och familjen minerarflugor.
Artens utbredningsområde är Israel. Inga underarter finns listade i Catalogue of Life.